# Кяхкёнен, Каапо
Каапо Кяхкёнен (фин. Kaapo Kähkönen; 16 августа 1996, Хельсинки) — финский профессиональный хоккеист, вратарь системы клуба «Монреаль Канадиенс». Был выбран на драфте 2014 года клубом НХЛ «Миннесота Уайлд».

## Игровая карьера
Обучаться азам хоккейного мастерства Кяхкёнен начал в клубе «Эспоо Блюз». Свою профессиональную карьеру Каапо начал в сезоне 2014/15, когда был отдан в аренду в клуб «ТуТо», где стал лучшим вратарем и новичком лиги Mestis (Второй дивизион Чемпионата Финляндии по хоккею).
В связи с недостатком игрового времени Кяхкёнен покинул «Эспоо Блюз» и 13 апреля 2016 года подписал контракт с клубом «Лукко».
В сезоне 2017/18 Кяхкёнен стал лучшим вратарем лиги по количеству игр, сыгранных минут и матчей на ноль. По истечении двухлетнего контракта с «Лукко» Каапо подписал двухлетний контракт новичка с клубом НХЛ «Миннесота Уайлд».
21 марта Кяхкёнен был обменян в «Сан-Хосе Шаркс» на защитника Джейкоба Миддлтона и выбор в пятом раунде драфта. По окончании сезона 18 июля подписал с командой двухлетний контракт на $5,5 млн.
8 марта 2024 года Кяхкёнен был обменян в «Нью-Джерси Девилз» на чешского вратаря Витека Ванечека и выбор в седьмом раунде драфта 2025 года.
2 июля 2024 года в качестве свободного агента подписал однолетний контракт с «Виннипег Джетс» на сумму $1 млн. 11 октября был помещён «Виннипегом» на драфт отказов, откуда его забрали «Колорадо Эвеланш». Проведя один матч за «Эвеланш», где он пропустил 4 шайбы с 20 бросков, был выставлен вновь на драфт отказов, откуда его забрал «Виннипег», направив игрока в АХЛ.
5 марта был обменян в «Флориду Пантерз» на вратаря Криса Дригера.

## Международная карьера
В 2016 году Кяхкёнен выиграл золотые медали молодёжного чемпионата мира вместе со сборной Финляндии.